# English (Indiana)
English – miasto w Stanach Zjednoczonych, w stanie Indiana, siedziba administracyjna hrabstwa Crawford.